# Lutherse kerk (Nieuwe Pekela)

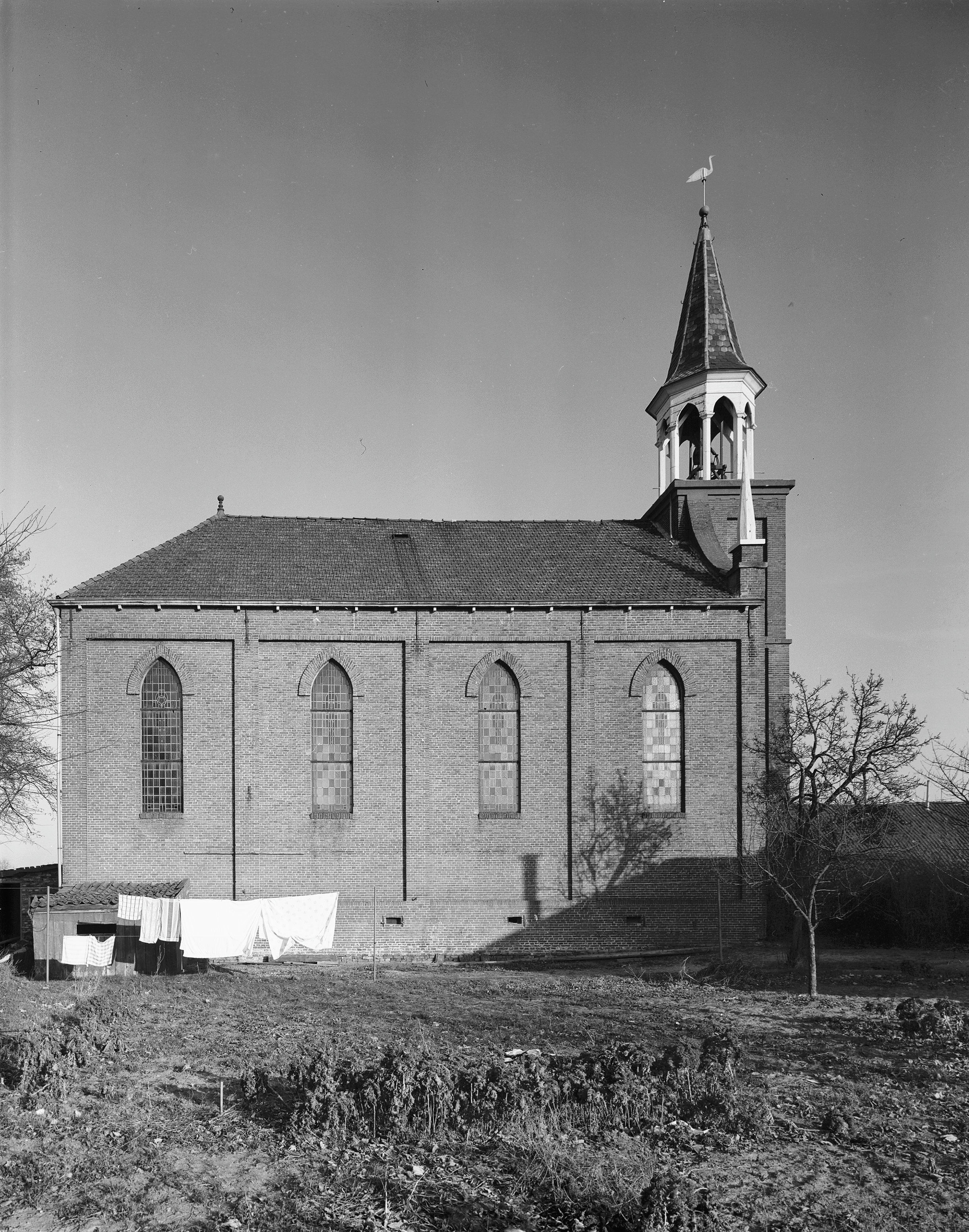
Zuid-zijde

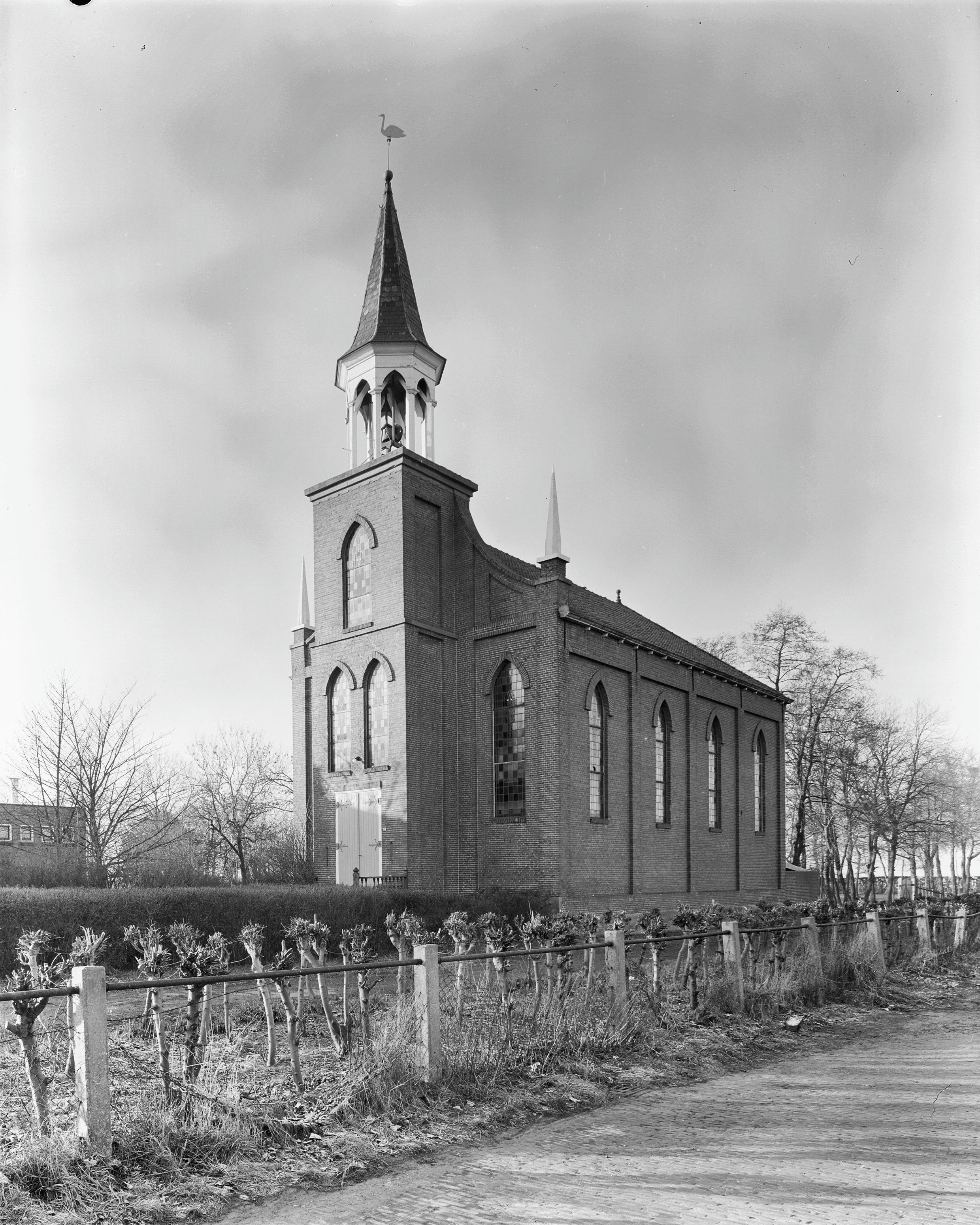
Noordwest zijde

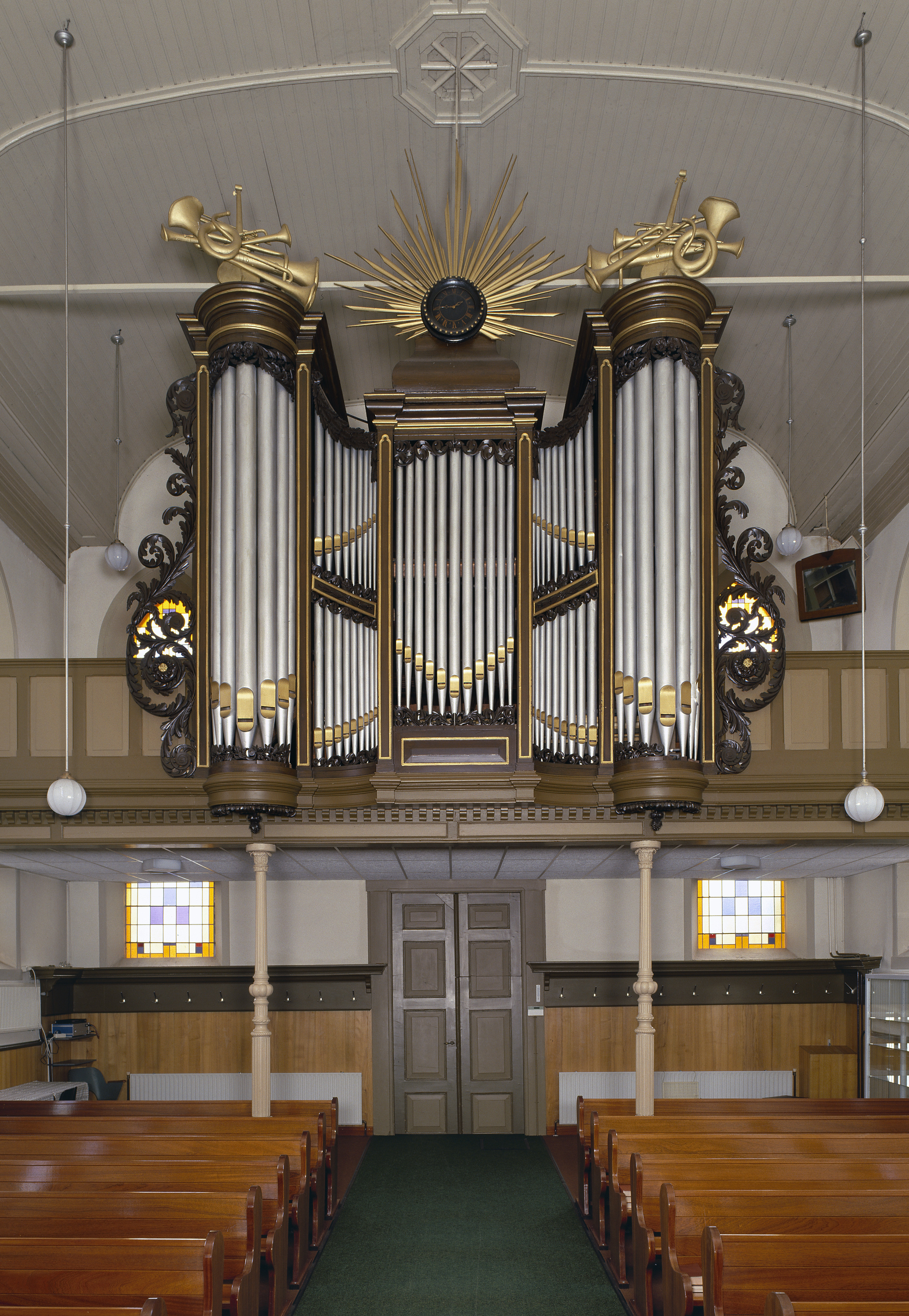
Orgel

De Lutherse kerk is een kerkgebouw van de Evangelisch-Lutherse Kerk in Nieuwe Pekela, in de Groningse gemeente Pekela. De kerk is in 1762 ingewijd en is thans nog steeds in gebruik.

## Geschiedenis
Omdat de inwoners van Pekela lang moesten reizen en het Amsterdams Consistorie geen geld wilde geven, organiseerde een deel van de gemeente in Winschoterzijl collectereizen naar Duitse geloofsgenoten. Van de opbrengst werd op de grens van Oude- en Nieuwe Pekela een stuk grond aangekocht, waarop de latere Lutherse kerk gebouwd zou worden. Op 28 november 1762 werden vervolgens het gebouw en de predikant ingewijd. Echter werd de gemeente pas op 3 maart 1790 opgenomen in de kring der lutherse gemeenten van Nederland.
Waarschijnlijk werd in 1805 het eerste orgel aangeschaft, in dezelfde periode als de vervanging van het Duitse gezangboek door het Nederlandse. Op 22 april 1865 brandde de kerk af waarna deze datzelfde jaar nog op 17 december opnieuw werd ingewijd. De kerk stond nu verder van de weg af en was gedraaid richting het Pekelderdiep. Na de komst van dominee Bögeholtz groeide de gemeente en het verenigingswerk en ontstond er een zondagsschool. In 1912 zakte dominee Bögeholtz in elkaar op de kansel en enkele dagen later stierf hij. In 1913 richtte de kerk samen met de gemeentes in Stadskanaal en Wildervank-Veendam (later voegde de gemeente in Winschoten zich hier bij) de Broederschap van Kerkenraden op.
In 1924 werd een loods kartonfabriek Wilhelmina aangekocht en gerestaureerd tot verenigingsgebouw. De kerk zelf werd in 1926 gerestaureerd en verfraaid. Eind jaren 70 van de 20e eeuw vond de laatste grote restauratie plaats.

## Exterieur
De Lutherse kerk in Nieuwe Pekela is een zaalkerk, gelegen op de grens van Oude- en Nieuwe Pekela aan het Pekelderdiep. Het aan de voorkant witte kerkgebouw heeft een opengewerkte dakruiter met twee geledingen en een houten lantaarn. In 1890 werd de pastorie, die eerst voor het gebouw stond, afgebroken en herbouwd naast de kerk. Achter het pand ligt het kerkhof uit 1899.

### Kerkhof
Het kerkhof van de Lutherse gemeente in Nieuwe Pekela is het enige kerkhof in Nederland waar nog mensen worden begraven. Het is in 1899 in gebruik genomen door dominee Bögeholtz, die er in 1912 ook begraven werd. Echter werd hij op verzoek van zijn familie in 1938 herbegraven in Amsterdam. Ter nagedachtenis aan Bögeholtz werd in 2003 een plaquette voor hem onthuld.
Het kerkhof bestaat uit een lang middenpad met links en rechts negen zijpaden. Tevens staat er een klein baarhuisje. In 2004 is er bij de ingang een groot hekwerk geplaatst, om daarmee de beslotenheid van het kerkhof uit te beelden. Er liggen meer dan 1000 overledenen begraven, waaronder 264 kinderen beneden de tien jaar.

## Interieur
In 1838 werd het eerste orgel in de kerk geplaatst, gebouwd door Geert Pieters Dik. Na de brand werd dit orgel in 1868 vervangen door een nieuw orgel gebouwd door Petrus van Oeckelen. Dit kerkorgel is in 1999 tot rijksmonument verklaard.
Bij de restauratie in 1926 werden in de kerk een houten plafond aangebracht, de muren hersteld en kwam er een podium in plaats van de preekstoel. Bij de laatste restauratie werden de huidige banken in de kerk geplaatst. Aan weerszijden van het gebouw hangen glas in loodramen, waaronder één met de beeltenis van dominee Bögeholtz.